# World Touring Car Championship

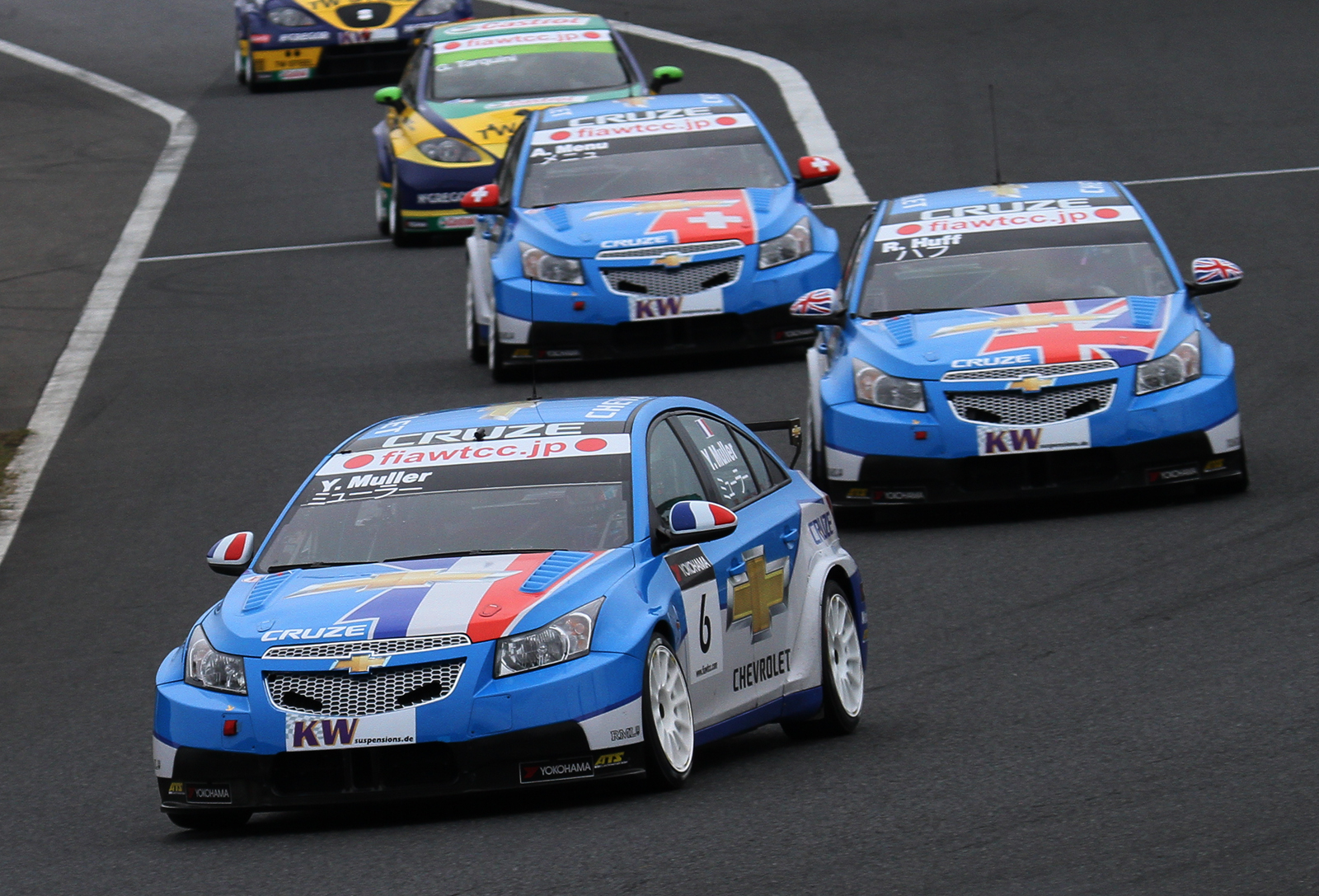
Dominujący w sezonach 2011 i 2012 zespół Chevroleta

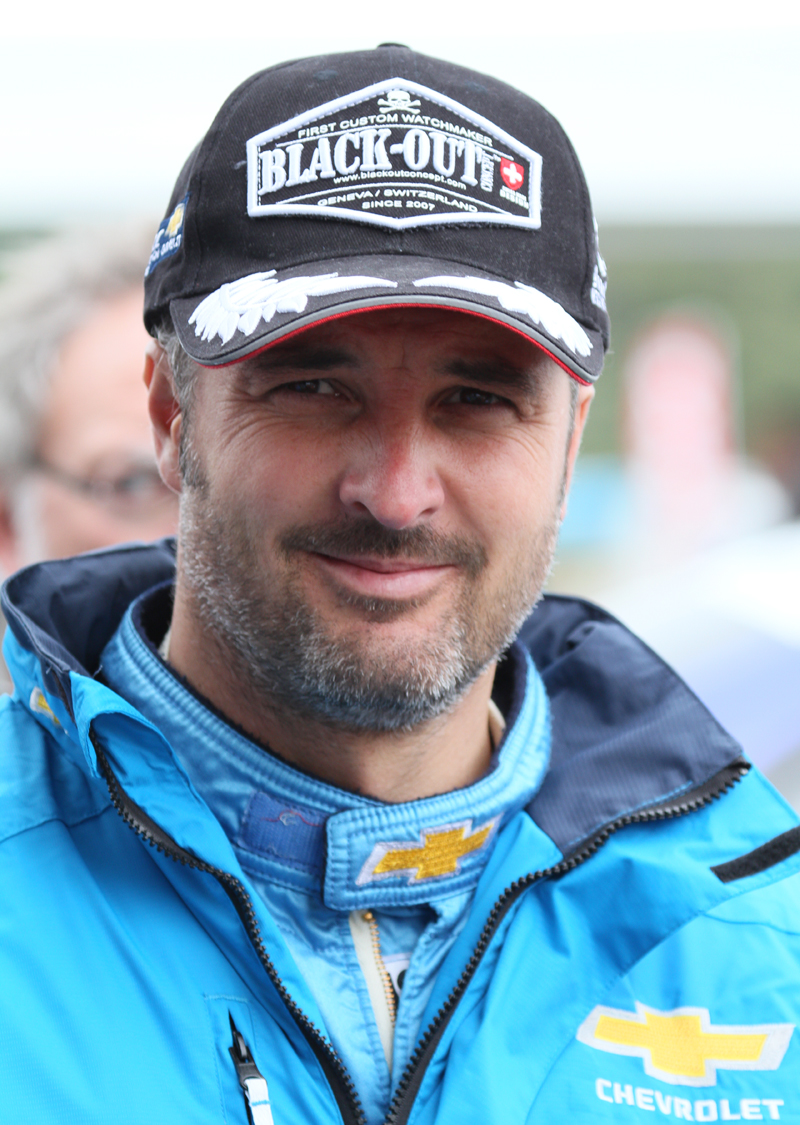
Czterokrotny mistrz WTCC Yvan Muller

World Touring Car Championship (WTCC) – ogólnoświatowe wyścigowe mistrzostwa samochodów turystycznych organizowane przez FIA w 1987 i corocznie od 2005. Zastąpiły one serię European Touring Car Championship rozgrywaną w latach 1963–1988 i 2000–2004. Podczas danego sezonu odbywa się w sumie 10-12 rund złożonych z dwóch wyścigów każda na różnych torach wyścigowych. Obecnie seria ta uznawana jest za drugą (po Formule 1) co do ważności światową serię wyścigową organizowaną przez FIA.
W 2018 roku seria wyścigowa World Touring Car Championship (WTCC) została zastąpiona przez World Touring Car Cup (WTCR).

## Historia
World Touring Car Championship po raz pierwszy zorganizowano w 1987 jako seria towarzysząca European Touring Car Championship. Dodatkowe rundy poza Europą odbyły się na torach Bathurst, Calder Park Raceway (oba w Australii), Wellington Street Circuit (Nowa Zelandia) i Fuji International Speedway (Japonia). W mistrzostwach brały udział samochody Grupy A. Mistrzem kierowców został Roberto Ravaglia w BMW M3 zespołu Schnitzer Motorsport, a w klasyfikacji uczestników wygrał Eggenberger Texaco Ford Nr 7, którym był Ford Sierra. Mimo sukcesu, seria WTCC trwała tylko jeden rok gdyż FIA obawiała się, że nowe mistrzostwa "odbiorą" pieniądze Formule 1.
W 1993, z powodu wysokiej popularności kategorii Superturystycznej, FIA zorganizowała puchar World Touring Car Cup składający się z pojedynczej rundy na torze Autodromo Nazionale di Monza. Wygrał go Paul Radisich w Fordzie Mondeo, podobnie jak edycję w 1994, tym razem na Donington Park, natomiast w 1995 mistrzem został Frank Biela w Audi A4 Quattro na torze Circuit Paul Ricard. W 1996 planowano rozegrać kolejną edycję pucharu na A1-Ring w Austrii jednak odwołano ją z powodu małej liczby zgłoszeń (10 samochodów).
W 2000, z pomocą ze strony FIA, wznowiono serię European Touring Car Championship zarzuconą w 1988, którą w 2005 zastąpiono ogólnoświatowymi mistrzostwami World Touring Car Championship. Od tego samego roku organizowany jest również na szczeblu europejskim coroczny puchar European Touring Car Cup.
W całym sezonie 2005 wzięło udział najwięcej producentów w historii WTCC: Alfa Romeo, BMW, Chevrolet, Ford, SEAT i dwa prywatne zespoły Hondy z Accordami Euro R i Civikiem Type R, a w pojedynczych rundach znalazły się także dwa Peugeoty 407 i Toyota Altezza. Samochody były podzielone na trzy kategorie: Super 2000, Diesel 2000 i Superprodukcyjną. Tytuł mistrzowski wśród kierowców zdobył Andy Priaulx i powtórzył ten sukces jeszcze w 2006 i 2007.
Już w 2006 z mistrzostw wycofał się Ford, natomiast rok później nie pojawił się Peugeot, a swój udział znacznie ograniczyła Honda. Był to także ostatni sezon dla Alfy Romeo. W pojedynczej rundzie wziął za to udział Robert Dahlgren w Volvo S60 zasilanym bioetanolem. Pojedyncze starty zaliczył jeszcze w trzech następnych latach ale już w mniejszym Volvo C30, a w 2011 startował w pełnym już sezonie serii.
W 2008 na cały sezon powróciła Honda. Pojawiła się także Łada. Zrezygnowano natomiast z kategorii Superprodukcyjnej. Mistrzem został Yvan Muller z Seata. Ponownie uzyskał ten tytuł w 2010 i 2011 ale tym razem w Chevrolecie.
W 2009 zabrakło już Hondy, a dla Łady był to ostatni sezon startów. Mistrzostwo zdobył Gabriele Tarquini.
W 2010 z fabrycznego zespołu zrezygnował Seat,pomimo tego nadal pozostał zaangażowany w mistrzostwa. W sezonie tym wprowadzono także nowy system punktacji.
W 2011 BMW, podobnie jak Seat rok wcześniej, zaprzestał wystawiania zespołu fabrycznego, natomiast do mistrzostw dołączył najmłodszy kierowca w historii WTCC – Pepe Oriola, mając w chwili debiutu 16 lat, 8 miesięcy i 11 dni. Wprowadzone zostały również nowe, turbodoładowane silniki o pojemności ograniczonej do 1600 cm³.
W 2012 wprowadzono punktację w kwalifikacjach, do rywalizacji powrócił Ford, a pod koniec sezonu także Honda. Mistrzem został po raz pierwszy Robert Huff. Po tym sezonie Chevrolet wycofał się z mistrzostw, jednak RML Group, pod którego szyldem amerykańska marka prowadziła swój program, pozostał w serii jako zespół prywatny.
W 2013 powróciła Łada z modelem Granta. Wprowadzono również klasyfikację Asia Trophy obejmującą kierowców i rundy azjatyckie. Tytuł mistrzowski zdobył po raz czwarty Yvan Muller.
W 2014 zadebiutowały nowe samochody, w specyfikacji określanej jako TC1. Do startu dopuszczono jednak dotychczasowe auta określane jako TC2. Był to jednak jedyny sezon, w którym w mistrzostwach startowały obie klasy samochodów. W 2015 startują już tylko auta, spełniające regulacje TC1. Mistrzem został po raz pierwszy José María López.

## Systemy punktacji
System obowiązujący w 1987
| Pozycja | 1  | 2  | 3  | 4  | 5 | 6 | 7 | 8 | 9 | 10 |
| Punkty  | 20 | 15 | 12 | 10 | 8 | 6 | 4 | 3 | 2 | 1  |
| ------- | -- | -- | -- | -- | - | - | - | - | - | -- |

System obowiązujący w latach 2005-2009
| Pozycja | 1  | 2 | 3 | 4 | 5 | 6 | 7 | 8 |
| Punkty  | 10 | 8 | 6 | 5 | 4 | 3 | 2 | 1 |
| ------- | -- | - | - | - | - | - | - | - |

System obowiązujący w latach 2010-2016
| Pozycja | 1  | 2  | 3  | 4  | 5  | 6 | 7 | 8 | 9 | 10 |
| Punkty  | 25 | 18 | 15 | 12 | 10 | 8 | 6 | 4 | 2 | 1  |
| ------- | -- | -- | -- | -- | -- | - | - | - | - | -- |

System obowiązujący od 2017
| Pozycja   | 1  | 2  | 3  | 4  | 5  | 6  | 7 | 8 | 9 | 10 |
| Punkty R1 | 25 | 18 | 15 | 12 | 10 | 8  | 6 | 4 | 2 | 1  |
| Punkty R2 | 30 | 23 | 19 | 16 | 13 | 10 | 7 | 4 | 2 | 1  |
| --------- | -- | -- | -- | -- | -- | -- | - | - | - | -- |

R1 - wyścig otwarcia, R2 - wyścig główny

## Mistrzowie

### Kierowcy
| Rok  | Klasyfikacja generalna | Klasyfikacja generalna | Klasyfikacja generalna | Klasyfikacja niezależnych | Klasyfikacja niezależnych   | Klasyfikacja niezależnych   |
| Rok  | Kierowca               | Zespół                 | Samochód               | Kierowca                  | Zespół                      | Samochód                    |
| ---- | ---------------------- | ---------------------- | ---------------------- | ------------------------- | --------------------------- | --------------------------- |
| 1987 | Roberto Ravaglia       | Schnitzer Motorsport   | BMW M3                 | –                         | –                           | –                           |
| 2005 | Andy Priaulx           | BMW Team UK            | BMW 320i               | Marc Hennerici            | Wiechers-Sport              | BMW 320i                    |
| 2006 | Andy Priaulx           | BMW Team UK            | BMW 320si              | Tom Coronel               | GR Asia                     | SEAT Toledo Cupra/SEAT León |
| 2007 | Andy Priaulx           | BMW Team UK            | BMW 320si              | Stefano D'Aste            | Wiechers-Sport              | BMW 320si                   |
| 2008 | Yvan Muller            | SEAT Sport             | SEAT León TDI          | Sergio Hernández          | Scuderia Proteam Motorsport | BMW 320si                   |
| 2009 | Gabriele Tarquini      | SEAT Sport             | SEAT León 2.0 TDI      | Tom Coronel               | SUNRED Engineering          | SEAT León 2.0 TFSI          |
| 2010 | Yvan Muller            | Chevrolet              | Chevrolet Cruze LT     | Sergio Hernández          | Scuderia Proteam Motorsport | BMW 320si                   |
| 2011 | Yvan Muller            | Chevrolet              | Chevrolet Cruze 1.6T   | Kristian Poulsen          | Liqui Moly Team Engstler    | BMW 320 TC                  |
| 2012 | Robert Huff            | Chevrolet              | Chevrolet Cruze 1.6T   | Norbert Michelisz         | Zengő Motorsport            | BMW 320 TC                  |
| 2013 | Yvan Muller            | RML                    | Chevrolet Cruze 1.6T   | James Nash                | Bamboo Engineering          | Chevrolet Cruze 1.6T        |
| 2014 | José María López       | Citroën Total WTCC     | Citroën C-Elysée WTCC  | Franz Engstler            | Liqui Moly Team Engstler    | BMW 320 TC                  |
| 2015 | José María López       | Citroën Total WTCC     | Citroën C-Elysée WTCC  | Norbert Michelisz         | Zengő Motorsport            | Honda Civic                 |
| 2016 | José María López       | Citroën Total WTCC     | Citroën C-Elysée WTCC  | Mehdi Bennani             | Sébastien Loeb Racing       | Citroën C-Elysée WTCC       |
| 2017 | Thed Björk             | Polestar Racing        | Volvo S60              | Tom Chilton               | Sébastien Loeb Racing       | Citroën C-Elysée WTCC       |

### Producenci i zespoły
| Rok  | Producenci | Producenci                                                  | Zespoły niezależne          | Zespoły niezależne           |
| Rok  | Producent  | Samochód                                                    | Zespół                      | Samochód                     |
| ---- | ---------- | ----------------------------------------------------------- | --------------------------- | ---------------------------- |
| 2005 | BMW        | BMW 320i                                                    | Proteam Motorsport          | BMW 320i                     |
| 2006 | BMW        | BMW 320si, BMW 320i                                         | GR Asia                     | SEAT Toledo Cupra, SEAT León |
| 2007 | BMW        | BMW 320si, BMW 320i                                         | Scuderia Proteam Motorsport | BMW 320si                    |
| 2008 | SEAT       | SEAT León TDI, SEAT León TFSI                               | Scuderia Proteam Motorsport | BMW 320si                    |
| 2009 | SEAT       | SEAT León 2.0 TDI, SEAT León 2.0 TFSI                       | SUNRED Engineering          | SEAT León 2.0 TFSI           |
| 2010 | Chevrolet  | Chevrolet Cruze LT, Chevrolet Lacetti                       | Scuderia Proteam Motorsport | BMW 320si                    |
| 2011 | Chevrolet  | Chevrolet Cruze 1.6T, Chevrolet Lacetti                     | Liqui Moly Team Engstler    | BMW 320 TC, BMW 320si        |
| 2012 | Chevrolet  | Chevrolet Cruze 1.6T, Chevrolet Cruze LT, Chevrolet Lacetti | Lukoil Racing Team          | SEAT León WTCC               |
| 2013 | Honda      | Honda Civic WTCC                                            | RML                         | Chevrolet Cruze 1.6T         |
| 2014 | Citroën    | Citroën C-Elysée WTCC                                       | ROAL Motorsport             | Chevrolet RML Cruze TC1      |
| 2015 | Citroën    | Citroën C-Elysée WTCC                                       | b/d                         | b/d                          |
| 2016 | Citroën    | Citroën C-Elysée WTCC                                       | b/d                         | b/d                          |
| 2017 | Volvo      | Volvo S60                                                   | b/d                         | b/d                          |

## Marki samochodów
| Marka      | 1987 | 2005 | 2006 | 2007 | 2008 | 2009 | 2010 | 2011 | 2012 | 2013 | 2014 |
| ---------- | ---- | ---- | ---- | ---- | ---- | ---- | ---- | ---- | ---- | ---- | ---- |
| Alfa Romeo |      |      |      |      |      |      |      |      |      |      |      |
| BMW        |      |      |      |      |      |      |      |      |      |      |      |
| Chevrolet  |      |      |      |      |      |      |      |      |      |      |      |
| Citroën    |      |      |      |      |      |      |      |      |      |      |      |
| Ford       |      |      |      |      |      |      |      |      |      |      |      |
| Honda      |      |      |      |      |      |      |      |      |      |      |      |
| Łada       |      |      |      |      |      |      |      |      |      |      |      |
| Maserati   |      |      |      |      |      |      |      |      |      |      |      |
| Peugeot    |      |      |      |      |      |      |      |      |      |      |      |
| SEAT       |      |      |      |      |      |      |      |      |      |      |      |
| Toyota     |      |      |      |      |      |      |      |      |      |      |      |
| Volvo      |      |      |      |      |      |      |      |      |      |      |      |

- kolor zielony – marka obecna w całym lub prawie całym sezonie
- kolor żółty – marka obecna w pojedynczych rundach
- kolor czerwony – marka nieobecna

## Rundy
Rundy organizowane w sezonie 2017:
- Wyścig Maroka
- Wyścig Włoch
- Wyścig Węgier
- Wyścig Niemiec
- Wyścig Portugalii
- Wyścig Argentyny
- Wyścig Chin
- Wyścig Japonii
- Wyścig Makau
- Wyścig Kataru

Rundy, które nie są już organizowane:
- Wyścig Austrii
- Wyścig Belgii
- Wyścig Brazylii
- Wyścig Czech
- Wyścig Europy
- Wyścig Francji
- Wyścig Hiszpanii
- Wyścig Holandii
- Wyścig Meksyku
- Wyścig Rosji
- Wyścig San Marino
- Wyścig Słowacji
- Wyścig Stanów Zjednoczonych
- Wyścig Szwecji
- Wyścig Tajlandii
- Wyścig Turcji
- Wyścig Wielkiej Brytanii
- Wyścig Włoch